# Feministische Avantgarde der 1970er-Jahre aus der Sammlung Verbund
Feministische Avantgarde der 1970er-Jahre aus der  Sammlung Verbund (en français : « L'Avant-garde féministe des années 1970 de la collection Sammlung Verbund ») est un cycle international d'expositions et le titre d'une publication relative à l'art féministe de la seconde moitié du XXe siècle, due à la critique d'art autrichienne Gabriele Schor.

## L'Avant-garde féministe
Dans l'histoire de l'art traditionnelle, le mouvement d'art féministe de la seconde moitié du XXe siècle ne compte pas parmi les courants d'« avant-garde » de l'après-guerre, tels que le Pop art, Fluxus ou l'actionnisme viennois. Une position d'exception, selon Gabriele Schor, revient à Lawrence Alloway qui, en 1976, écrit dans son article Womens' Art in the '70s : « Le mouvement féministe dans l'art peut être désigné comme avant-garde, car ses protagonistes sont liées par leur motivation pour changer l'ordre social qui existe dans l'univers artistique ». Dans les années 1990 encore, il arrivait qu'on se moque de l'art féministe des années 1970 en le caractérisant de « lamentations de femmes au foyer ». Ce n'est que tard qu'il lui a été concédé une place authentique au sein de l'histoire de l'art.
En 2007, l'exposition WACK! Art and the Feminist Revolution, présentant 120 artistes internationales au musée d'Art contemporain de Los Angeles, est la première exposition qui documente de façon détaillée le rapport entre art et féminisme. Un critique du New York Times écrit : « Les commissaires d'exposition et les critiques ont fini par comprendre que c'est du féminisme qu'ont surgi les impulsions les plus décisives dans l'art du la fin du XXe et du début du XXIe siècle. Il n'existe pratiquement pas de nouvelles œuvres qui n'en aient pas subi l'influence […] ». Bien que les mérites historiques de l'art féministe en tant que précurseur dans le monde artistique soient hors question, d'importantes encyclopédies de langue allemande, comme celles de la maison d'édition Metzler, ne le mentionnent pas sous l'entrée « Avant-garde ». En choisissant le terme d'« avant-garde féministe », qui a donné son nom à l'exposition, Gabriele Schor veut mettre en relief le rôle des pionnières que jouaient les artistes féministes des années 1970, d'élargir le canon d'« avant-garde » imprégné de connotations masculines et de lui donner sa place au sein de l'histoire de l'art.

### Caractéristiques de l'art féministe des années 1970
Les sujets phares des artistes féministes en Europe et sur les deux continents américains étaient : la vision critique de la situation familiale, sociale et politique des femmes ; l'auto-représentation de femmes ; la volonté de libérer le corps de la femme de toute idéalisation esthétique ; l'élargissement de la dimension du privé en la projetant vers le public[réf. nécessaire]. Les artistes féministes peuvent être considérées comme les pionnières de l'expression artistique et de la réflexion visuelle de ces sujets. L'art féministe des années 1970 a déconstruit les versions de l'image de la femme remontant à plusieurs siècles, voire à plusieurs millénaires, qui avaient été formulées dans leur quasi-totalité par des hommes, afin de créer dans les beaux-arts des représentations féminines inédites. Les actions des artistes féministes étaient marquées par la devise du mouvement féministe de la même époque : ce qui est présumé privé et personnel devient public et revêt une pertinence politique.
Les artistes féministes utilisaient en priorité les nouveaux médias tels que la photographie, le film et la vidéo, ainsi que les installations artistiques, les actions et les performances. En comparaison avec la peinture et la sculpture, ces nouveaux médias leur paraissaient moins influencés par l'histoire de l'art, dominée par les hommes. À une époque où la photographie — et à plus forte raison la vidéo — n'étaient pas encore généralement reconnues comme des formes de l'art, ces médias permettaient aux artistes de s'exprimer indépendamment de la tradition artistique. Il était possible de projeter dans des œuvres artistiques les thèmes actuels sociaux, comme la politique du corps et les rôles des genres.

## Cycle d'expositions
Les expositions comprennent plus de 600 œuvres d'artistes d'Europe occidentale et orientale, d'Amérique du Nord et du Sud, mais aussi africaines-américaines et asiatiques, nées entre 1915 et 1958. Les œuvres ont été réunies sur la base du travail de recherche que Gabriele Schor a entrepris depuis 2004 pour la collection Sammlung Verbund à Vienne. À côté de photographies de performances créées par des artistes de renom, le cycle d'expositions montre également des travaux d'artistes moins connues qui sont tombées dans l'oubli,.
Inaugurée pour la première fois en 2010 dans la Galerie nationale d'Art moderne et contemporain à Rome, l'exposition a voyagé ensuite à Madrid, Bruxelles, Halmstad, Hambourg, Londres, Vienne, Karlsruhe, Stavanger, Brno et Barcelone,.
L'intention de plusieurs des œuvres présentées est d'inciter les femmes à se défaire des rôles qui leur sont assignés et à les transgresser[réf. nécessaire]. Les artistes féministes remettent en cause les rôles traditionnels de femme au foyer, d'épouse et de mère, qui en font des objets, des victimes des relations entre les hommes et les femmes, dans la société patriarcale. Par le biais de leur art et de leurs actions, elles revendiquent l'auto-détermination en créant de nouvelles images de la femme, et également en vivant plus librement leur sexualité[réf. nécessaire]. Dans leur art, les artistes qui y participaient se servaient des gestes quotidiens du travail domestique, de la vie en famille, de la maternité et du « se faire belle (pour l'homme) », afin de prendre leurs distances par rapport à eux, de s'en libérer, de passer outre, de ré-interpréter les activités et de s'en servir pour jouer[réf. nécessaire]. Quelques-unes de ces artistes ont trouvé des images spectaculaires pour montrer leur rébellion contre la réduction de la femme au rôle de femme au foyer et de mère : Birgit Jürgenssen, en 1975, s'est mis un tablier en forme de four de cuisine ; Renate Eisenegger a passé un fer à repasser sur le plancher d'un corridor ; Karin Mack s'est couchée sur une planche à repasser ; Annegret Soltau s'est enveloppée dans un cocon de fils, d'autres artistes se sont entourées de cordes. Quelques artistes, ont pratiqué jusqu'à la douleur le bondage avec des objets de la vie quotidienne, que ce soit avec des pinces à linge ou avec du ruban adhésif,.
L'art féministe des années 1970 a thématisé pour la première fois en détail l'érotisme féminin dans la perspective des femmes, souvent très loin de l'idée de la beauté standard, ou intentionnellement opposé à celle-ci. Quelques-unes des artistes (entre autres Penny Slinger, Renate Bertlmann, Valie Export) ont trouvé des mises en scène originales, parfois humoristiques et joyeuses, parfois (auto-)agressives, de leur corps et de leur vulve[réf. nécessaire]. L'installation The Dinner Party de Judy Chicago montrait une table chargée de symboles de vulve sous forme de reliefs en céramique ou peints sur les assiettes. En 1972, pour se rebeller contre la contrainte d'être belle, Ana Mendieta a pressé son visage contre une vitre afin de le montrer écrasé et défiguré. Quelques années plus tard, Katalin Ladik a fait la même chose en Yougoslavie (sans connaître le travail d'Ana Mendieta). D'autres artistes se sont placées en rapport avec des statues allégoriques et des peintures. Ces silhouettes féminines, créées depuis des siècles par des hommes, représentaient soit de belles allégories, par exemple, de la « justice » ou de la « sagesse », soit des saintes ou des déesses. Dans ses performances vidéo, Ulrike Rosenbach s'est représentée en plan superposée au tableau de Sandro Botticelli La Naissance de Vénus, entre autres. La même artiste, dans Glauben Sie nicht, dass ich eine Amazone bin (« Ne croyez pas que je suis une amazone ») tire des flèches sur une reproduction de la Vierge au buisson de roses de Stefan Lochner, et de ce fait sur elle-même, puisque son visage était projeté sur celui de la Madone. De cette manière se confondaient l'image de Marie, pure et asexuelle, et celle d'une amazone, l'artiste visant à déconstruire par là le cliché que représentent ces deux images de femmes. Des extrêmes ont été atteints par la photographe Cindy Sherman dans ses jeux de rôle qui mettent en scène des stéréotypes féminins surannés.
En outre, les artistes féministes ont été les premières, dans leurs œuvres créées dans les années 1970, à se faire écho d'une des idées centrales du post-structuralisme français : elles ont remis en question le concept occidental qui disait qu'une personne (un homme blanc hétérosexuel) était un être uniforme, conscient de lui-même et possédant une identité univoque. De cette manière, les œuvres et performances féministes ne critiquaient pas seulement l'image de la femme déterminée par les hommes, mais, en principe, elles voyaient la subjectivité humaine comme étant plus perméable et transformable. Une des caractéristiques de l'art féministe des années 1970 était par exemple la manière ironique des artistes d'avoir recours à leurs propres corps, parfois nus, pour s'approprier les poses « masculines », de macho, et pour les exhiber. C'est ainsi qu'elles passaient outre aux idées préconçues sur les individus et la société, soumises à la stricte dichotomie des deux sexes.

### Thèmes
L'exposition est divisée en cinq thèmes :   
- Épouse, femme au foyer et mère ;
- Enfermée - Évasion ;
- Contrainte de beauté et corps ;
- Sexualité féminine ;
- Jeux de rôle.

### Itinérances
- DONNA. Avanguardia femminista negli anni '70, Galleria Nazionale d’Arte Moderna, Rome, Italie, 19 février – 16 mai 2010[14]
- MUJER. La vanguardia feminista de los anos 70, PHotoEspana, Círculo de Bellas Artes, Madrid, Espagne, 3 juin – 1er septembre 2013[15]
- WOMAN. The Feminist Avant-garde from the 1970s. Works from the SAMMLUNG VERBUND collection, Vienna. Palais des Beaux-Arts de Bruxelles, Belgique, 18 juin - 31 août 2014[16]
- Woman - Internationellt feministiskt avantgarde från 1970-talet Works. Foto & video från SAMMLUNG VERBUND, Mjellby konstmuseum – Halmstadgruppens museum, Halmstad, Suède, 20 septembre 2014 – 11 janvier 2015[17]
- Feministische Avantgarde der 1970er-Jahre. Werke aus der SAMMLUNG VERBUND, Wien. Hamburger Kunsthalle, Hambourg, Allemagne, 13 mars – 31 mai 2015[18]
- Feminist Avant-Garde of the 1970s. Works from the SAMMLUNG VERBUND Collection, Vienna, The Photographers’ Gallery, Londres, Royaume Uni, 6 oct. 2016 – 8 janvier 2017[19]
- WOMAN. Feministische Avantgarde der 1970er-Jahre. Werke aus der SAMMLUNG VERBUND, Wien, Museum Moderner Kunst Stiftung Ludwig Wien, Vienne, Autriche, 4 mai – 10 septembre 2017[20],[21],[22]
- Feministische Avantgarde der 1970er Jahre aus der Sammlung Verbund, Wien, ZKM Zentrum für Kunst und Medien, Karlsruhe, Allemagne, 18 novembre 2017 – 1er avril 2018[23],[24],[25]
- WOMAN. The Feminist Avant-Garde of the 1970s. Works from the SAMMLUNG VERBUND collection, Vienna, MUST Stavanger Art Museum, Stavanger, Norvège, 15 juin - 14 octobre 2018[26],[27]
- Feminist Avant-garde / Art of the 1970s, SAMMLUNG VERBUND Collection, Vienna, Dům umění města Brna (Haus der Kunst der Stadt Brünn), République tchèque, 12 décembre 2018 - 24 février 2019[28]
- FEMINISMS!, Centre de Cultura Contemporània de Barcelona, Espagne, 19 juillet 2019 – 6 janvier 2020[29],[30]
- Une avant-garde féministe. Photographies et performances des années 70 de la collection Verbund, la Mécanique générale, Arles, 2022[31]

## Artistes exposées
- Helena Almeida
- Emma Amos
- Sonia Andrade
- Eleanor Antin
- Anneke Barger
- Lynda Benglis
- Judith Bernstein
- Renate Bertlmann
- Tomaso Binga
- Dara Birnbaum
- Teresa Burga
- Marcella Campagnano
- Elizabeth Catlett
- Judy Chicago
- Linda Christanell
- Veronika Dreier
- Orshi Drozdik
- Lili Dujourie
- Mary Beth Edelson
- Renate Eisenegger
- Rose English
- Valie Export
- Gerda Fassel
- Esther Ferrer
- Marisa González
- Eulàlia Grau
- Barbara Hammer
- Margaret Harrison
- Lynn Hershman Leeson
- Alexis Hunter
- Mako Idemitsu
- Sanja Iveković
- Birgit Jürgenssen
- Kirsten Justesen
- Auguste Kronheim
- Ketty La Rocca
- Leslie Labowitz
- Suzanne Lacy
- Katalin Ladik
- Suzy Lake
- Brigitte Lang
- Natalia LL
- Lea Lublin
- Karin Mack
- Dindga McCannon
- Ana Mendieta
- Anita Münz
- Rita Myers
- Senga Nengudi
- Lorraine O'Grady
- ORLAN
- Florentina Pakosta
- Gina Pane
- Letítia Parente
- Ewa Partum
- Friederike Pezold
- Margot Pilz
- Howardena Pindell
- Ingeborg G. Pluhar
- Lotte Profohs
- Àngels Ribé
- Ulrike Rosenbach
- Martha Rosler
- Brigitte Aloise Roth
- Suzanne Santoro
- Carolee Schneemann
- Lydia Schouten
- Elaine Shemilt
- Cindy Sherman
- Penny Slinger
- Annegret Soltau
- Anita Steckel
- Gabriele Stötzer
- Betty Tompkins
- Regina Vater
- Marianne Wex
- Hannah Wilke
- Martha Wilson
- Francesca Woodman
- Nil Yalter

## Publications
- (it) Gabriele Schor, Avantguardia Feminista Negli Anni '70, dalla Sammlung Verbund di Vienna, Rome, Electa, 2010, 256 p. (ISBN 978-88-370-7414-2)
- (de) Gabriele Schor, Feministische Avantgarde. Kunst der 1970er-Jahre. Werke aus der Sammlung Verbund, Wien, Munich, Prestel, 2016 (ISBN 978-3-7913-5627-3)
À côté des textes et illustrations sur toutes les artistes exposées, le livre, paru en anglais et en allemand, comprend également quatre essais d'historiennes de l'art Gabriele Schor, Mechtild Widrich, Merle Radtke et Brigitte Borchhardt-Birbaumer.
- Gabriele Schorr, Une avant-garde féministe : Collection Verbund [« Feministische Avantgarde der 1970er-Jahre aus der Sammlung Verbund »], Paris, Delpire and Co, 2022, 463 p. (ISBN 9791095821489)[32]

## Distinctions
- Vienna Art Award, 2013[33]
- ACCA Award (Prix de l'association des critiques d'art catalans), Barcelone, 2019[34]